# Per vivere/Non accetterò
Per vivere/Non accetterò è un 45 giri della cantante italiana Iva Zanicchi, pubblicato nel 1968.
Con il brano Per vivere Iva Zanicchi si presenta al Festival di Sanremo senza approdare alla finale. Nella manifestazione viene abbianata a Udo Jürgens,cantante della Durium.

## Tracce
Lato A
- Per vivere - 3:36 - (Nisa - Bindi)

Lato B
- Non accetterò - 2:16 - (M.Francesio - G.F.Intra - Beretta)